# Рапти Бобани (Требиње)
Рапти Бобани су насељено мјесто у граду Требиње, Република Српска, БиХ. Према попису становништва из 1991. у насељу је живјело 24 становника.

## Становништво
| Демографија | Демографија | Демографија |
| Година      | Становника  | Становника  |
| ----------- | ----------- | ----------- |
| 1961.       | 96          |             |
| 1971.       | 72          |             |
| 1981.       | 37          |             |
| 1991.       | 24          |             |